# Pseudanthias hutomoi
Pseudanthias hutomoi es una especie de peces de la familia Serranidae en el orden de los Perciformes.

## Morfología
• Los machos pueden llegar alcanzar los 12 cm de longitud total.

## Hábitat
Es un pez  de mar de clima tropical y asociado a los  arrecifes de coral que vive hasta los 54 m de profundidad.

## Distribución geográfica
Se encuentran en Indonesia , Papúa Nueva Guinea  y las Filipinas.